# Font del Pago
La font del Pago és una font situada al nucli urbà del Pago, al municipi de Subirats (Alt Penedès).
És una font d'obra amb un cos semi-poligonal inferior coronat per una bassa d'obra de maó, semi-cilíndrica; i un cos superior pla, on hi ha l'aixeta. El sòcol dels dos cossos està decorat amb rajoles blanques i blaves formant un escacat. La font està coronada formant un escalat piramidal. Ambdós cossos estan adossats a una paret d'obra arrebossada amb guix de color beige; a banda i banda de la font hi ha dos bancs d'obra allargassats. Tot el conjunt està coronat per una cornisa de maó pla, que sobresurt a la part central, on coincideix amb la ubicació de la font, fet una coronació ondulant.
L'estètica d'aquesta font és la mateixa que en d'altres barris de Subirats, fet que reforça la identitat municipal.